# Proasellus vandeli
Proasellus vandeli är en kräftdjursart som beskrevs av Guy Magniez och Henry 1969. Proasellus vandeli ingår i släktet Proasellus och familjen sötvattensgråsuggor. Inga underarter finns listade i Catalogue of Life.